# Нарев (гмина)
Нарев (пол. Narew) — сельская гмина (волость) в Польше, входит как административная единица в Хайнувский повет, Подляское воеводство. Население — 4299 человек (на 2004 год). Административный центр гмины — деревня Нарев.

## Демография
| Перепись                       | Всего   | Всего | Женщины | Женщины | Мужчины | Мужчины |
| ------------------------------ | ------- | ----- | ------- | ------- | ------- | ------- |
| Единицы                        | человек | %     | человек | %       | человек | %       |
| Население                      | 4299    | 100   | 2193    | 51      | 2106    | 49      |
| Плотность населения (чел./км²) | 12,7    | 12,7  | 6,5     | 6,5     | 6,2     | 6,2     |

## Сельские округа
1. Анцуты
2. Бялки
3. Храбостувка
4. Цимохы
5. Доратынка
6. Горенды
7. Городчино
8. Городзиско
9. Градочно
10. Исток
11. Иванки
12. Яново
13. Качалы
14. Котлувка
15. Ковела
16. Козлики
17. Кшивец
18. Кутова
19. Ляхы
20. Лапухувка
21. Лосинка
22. Макувка
23. Нарев
24. Новинник
25. Одрынки
26. Огродники
27. Пшибудки
28. Пухлы
29. Радзки
30. Рыбаки
31. Саки
32. Скарышево
33. Соце
34. Тшесьцянка
35. Тыневиче-Мале
36. Тыневиче-Вельке
37. Ванево
38. Васки

## Поселения
1. Брушковщызна
2. Цисы
3. Хайдуковщызна
4. Новинник
5. Пашковщызна
6. Подборовиска
7. Рохозы
8. Токаровщызна
9. Уснарщызна
10. Заблоце

## Соседние гмины
1. Бяловежа
2. Хайнувка
3. Михалово
4. Чиже